# Бологов, Евгений Николаевич
Евге́ний Никола́евич Бологов (4 января 1928, Москва — 1 июня 2004, Москва, Россия) — советский футболист, нападающий.

## Биография
Родился в Москве.
Воспитанник ДЮСШ Московско-Ярославского отделения МЖД Москва.
В 1947 году попал во взрослую команду «Локомотива», которая участвовала в чемпионате классе «А» советского первенства. За железнодорожников Бологов выступал на протяжении 4 сезонов, после чего попал в армию. Два года нападающий играл за команду Военно-морских сил, которая в тот момент также выступала в классе «А». После своей службы Бологов вернулся в «Локомотив», но закрепиться в своем родном клубе он не смог. В составе «железнодорожников» нападающий выступал со своим однофамильцем Юрием Бологовым. Из-за этого возникали разночтения по поводу того, кто выходил на поле (источники в протоколах указывали разных Бологовых).
На протяжении шести сезонов Евгений Бологов выступал за ивановский «Текстильщик», где был ведущим футболистом и дважды по итогам сезона становился лучшим бомбардиром команды.
Скончался в Москве в возрасти 76 лет. Похоронен на Бабушкинском кладбище.